# بنجة علي خرابة سي
بنجة علي خرابة سي (بالإنجليزية: Panjeh Ali Kharabehsi)‏ هي منطقة سكنية تقع في قسم انغوت الشرقي الريفي في إيران. يقدر عدد سكانها بـ 190 نسمة .